# Ampelioides tschudii
El frutero escamoso (en Perú) (Ampelioides tschudii), también denominado frutero escamado (en Colombia y Ecuador), frutero enmascarado (en Colombia) o comefruta talabartero (en Venezuela), es una especie de ave paseriforme de la familia Cotingidae. Es la única especie del género Ampelioides. Es nativo del noroeste y oeste de América del Sur.

## Distribución y hábitat
Se distribuye en la Serranía del Perijá (en la frontera Colombia-Venezuela), y localmente en los Andes desde Venezuela (Lara, sureste de Táchira) y norte de Colombia hacia el sur hasta el noroeste de Bolivia (La Paz, oeste del Beni); también en las cadenas costeras de Ecuador, en el oeste de Esmeraldas y Guayas (Loma Alta), en el oeste de Ecuador; también, localmente al este de los Andes en Colombia (Sierra de la Macarena) y Perú (Cordillera Azul).
Esta especie es considerada rara en su hábitat natural: el estrato medio y el subdosel de bosques montanos de baja altitud y de estribaciones, principalmente entre los 900 y los 2000 m.

## Descripción
Mide 19 cm de longitud. Es regordete, de pico robusto y cola corta. Iris amarillo. El macho tiene la cabeza negra, loruns y una banda pareciendo un "bigote", blancuzcos, y un anillo nucal amarillo pálido; por arriba es oliva brillante, las plumas centradas de negro dándole una apariencia escamada. Las alas mayormente negras, las coberteras mayores oliva formando una banda ancha. Garganta blancuzca; por abajo es amarillo, con las plumas bordeadas de un ancho oliva dándole un efecto ocelado. La hembra tiene la cabeza oliva, no negro, y las plumas de la parte inferior ampliamente escamadas de negro (así, más atractiva todavía).

## Comportamiento
Especie arborícola. Inconspícua y a menudo perezosa; es vista solitaria o a los pares con mayor frecuencia cuando acompañan bandadas mixtas.

### Alimentación
Saltita a lo largo de grandes ramas horizontales buscando insectos, come también frutas y ha sido observada alimentándose de caracoles arborícolas (Plekokeilas).

### Vocalización
Emite un canto diferenciado, como un ave de rapiña, un alto y silbado «juiiíííur», desvaneciendo y cayendo al final, repetido a intervalos de 3-6 segundos.

## Sistemática

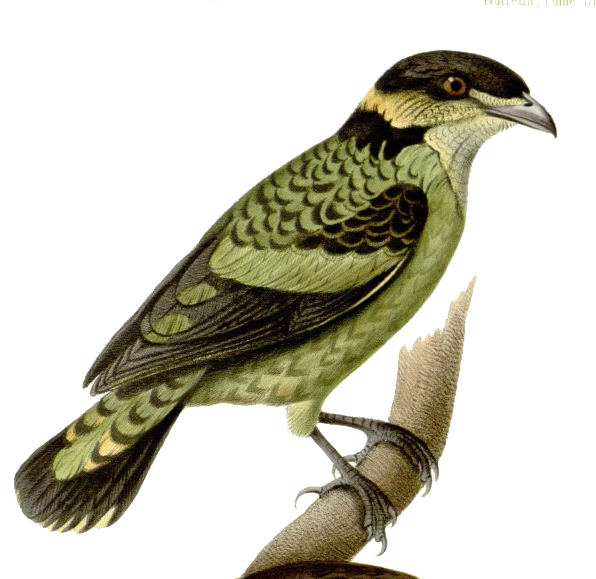
Ampelioides flavitorques = Ampelioides tschudii, ilustración de Josèphe Huët, en Nouvelles Archives du Muséum d'histoire Naturelle, 1867.

### Descripción original
La especie A. tschudii fue descrita por primera vez por el naturalista británico George Robert Gray en 1846 bajo el nombre científico Cotinga tschudii; la localidad tipo es «Pangos, este de Tarma, Junín, Perú».
El género Ampelioides fue descrito por el ornitólogo francés Jules Verreaux en 1867.

### Etimología
El nombre genérico masculino «Ampelioides» es una combinación del género Ampelio = Ampelion y del griego «oidēs»: que se parece, que recuerda; significando «que se parece a un Ampelion»; y el nombre de la especie «tschudii», conmemora al ornitólogo suizo Johann Jakob von Tschudi (1818–1889).

### Taxonomía
Es monotípica.
Berv & Prum (2014) produjeron una extensa filogenia para la familia Cotingidae reflejando muchas de las divisiones anteriores e incluyendo nuevas relaciones entre los taxones, donde se propone el reconocimiento de cinco subfamilias. De acuerdo a esta clasificación, Ampelioides pertenece a una subfamilia Pipreolinae Tello, Moyle, Marchese & Cracraft, 2009, junto a Pipreola. El Comité de Clasificación de Sudamérica (SACC) aguarda propuestas para modificar la secuencia linear de los géneros y reconocer las subfamilias.